# 24-Stunden-Rennen auf dem Nürburgring 2005

Streckenführung für das 24-Stunden-Rennen ab 2005

Das 33. 24-Stunden-Rennen auf dem Nürburgring fand vom 7. auf den 8. Mai 2005 auf dem Nürburgring statt.

## Rennergebnis
Nachdem bereits im Vorjahr das Wetter mit fast stündlich wechselnden Regen- und Trockenphasen eine Herausforderung für Teams und Fahrer war, zog im Jahr 2005 das berüchtigte „Eifelwetter“ auf der Nordschleife alle Register. Neben ein wenig Sonnenschein gab es viel Regen, Hagel und teilweise sogar Schnee und nachts überfrierende Nässe. Erneut feierte Schnitzer Motorsport als BMW-Werksteam einen Doppelsieg mit dem BMW M3 GTR. Das Siegfahrzeug pilotierten Pedro Lamy, Boris Said, Duncan Huisman und Andy Priaulx, auf Rang zwei folgten die Vorjahressieger Dirk Müller, Jörg Müller, Hans-Joachim Stuck und Pedro Lamy mit fünf Runden Rückstand. Den Dritten Platz belegte die Mannschaft von Zakspeed Motorsport Motorsport mit der Dodge Viper GTS-R und Peter Zakowski, Robert Lechner und Sascha Bert am Steuer.
Die Sieger absolvierten 139 Runden und legten dabei eine Renndistanz von 3527,54 km zurück. Von den 224 gestarteten Fahrzeugen wurden 133 gewertet.

## Streckenführung
Seit dem Umbau der Strecke im Jahr 1983 wurde das 24-Stunden-Rennen am Nürburgring ab 1984 auf einer Kombination aus Nordschleife und Grand-Prix-Strecke ausgetragen. Ab 1995 wurde zusätzlich die neue Veedol-Schikane in die Streckenführung integriert. Die 2002 neu gebaute Mercedes-Arena wird seit 2005 nicht mehr befahren, das 24-Stunden-Rennen folgt der seit 1984 üblichen Streckenführung durch das Castrol- bzw. Yokohama-S.